# 西郷小兵衛
西郷 小兵衛（さいごう こへえ）は、幕末から明治時代初期にかけての薩摩藩の武士（藩士）。鹿児島県人。西郷隆盛の末弟。名（通称）は小平とも。

## 経歴

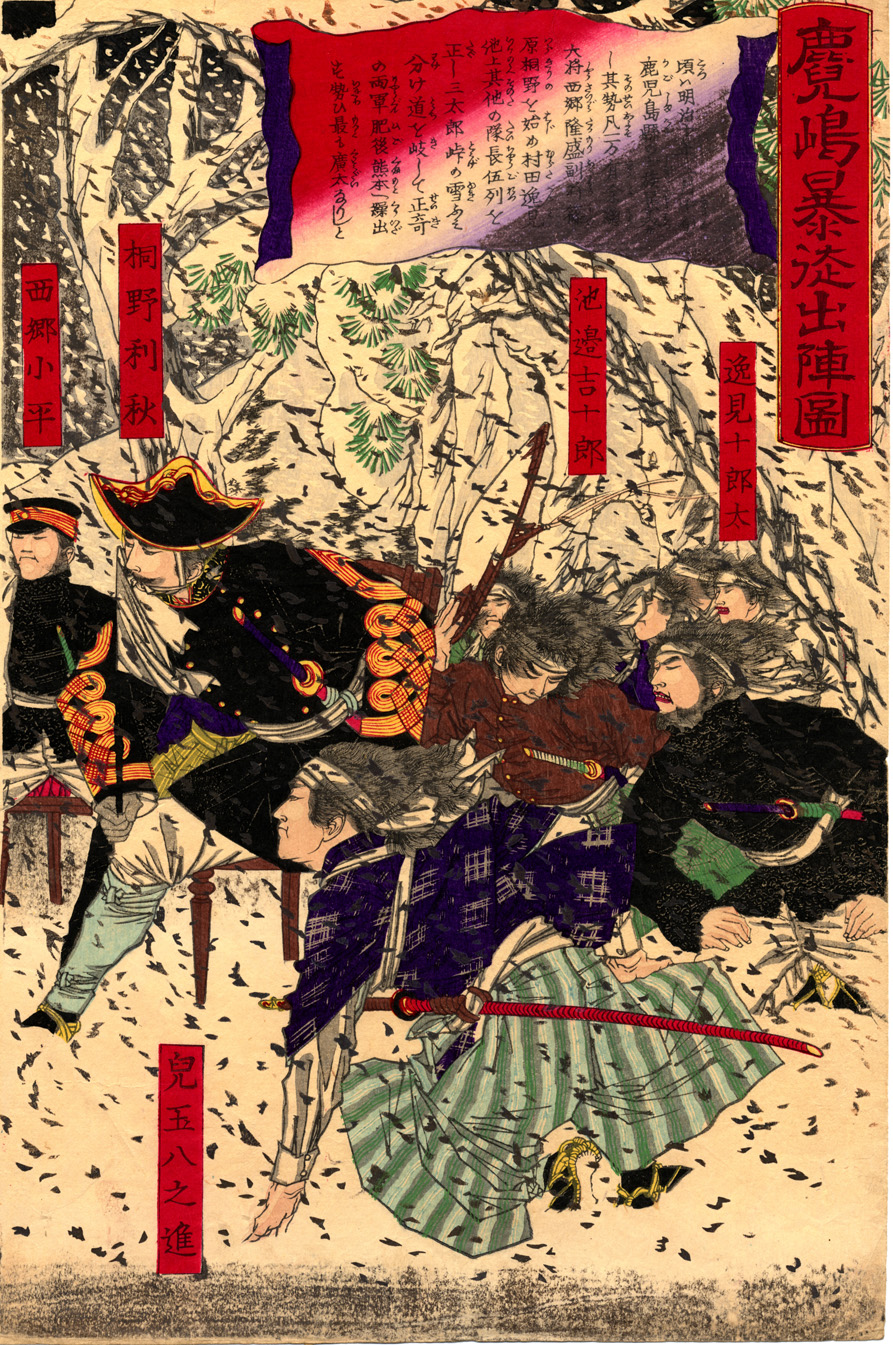
鹿児島暴徒出陣図（月岡芳年画桐野利秋の横、最左部分に「西郷小平」の名が見える。

弘化4年（1847年）、薩摩国鹿児島城下の加治屋町山之口馬場（下加治屋町方限）に生まれる。
慶応4年（1868年）、戊辰戦争に参加。八幡の戦いが初陣、のちに一番隊となって、江戸に進軍する。その後、陸奥白河に進み、東北での諸戦でも参戦。明治2年（1869年）2月29日、分隊長になる。
のち加世田郷（現在の南さつま市）副戸長に就任。明治10年（1877年）、西南戦争に参加して薩軍第一大隊第一小隊長を務める。同年2月25日から27日に起こった『高瀬大会戦』において、27日、肥後国高瀬（現在の熊本県玉名）の繁根木川沿い市にて官軍の銃弾を受けて戦死した。享年31。

## エピソード
- 西郷隆盛の弟であり、その面影、性格は隆盛に最も似ているとされる。生涯一私人として官職に付くことはなかった。
- 隆盛は年の離れた小兵衛を大層可愛がっており、西南戦争中小兵衛戦死の報せを聞いて号泣したという。
- 小兵衛は辺見十郎太と平素の交情兄弟もただならぬものであったという。小兵衛戦死の際、十郎太は小兵衛の遺髪を携帯して西郷家に持ち帰ったという。その際、隆盛夫人より、辺見に小兵衛の袴下を形見に与えたという。
- 太平洋戦争の空襲で焼けた鹿児島市立教育参考館に小兵衛の写真が所蔵されていた。

## 家族・親族
- 父：西郷吉兵衛
- 母：政佐
- 兄弟：西郷隆盛、琴、西郷吉二郎、鷹、安（大山成美の妻）、西郷従道
- 妻：松子…初め、ます。有馬糺右衛門の娘、大山巌姪。西郷吉二郎の妻と同姓同名だったために改名。昭和18年（1943年）3月6日死去。
- 子女：一男（西郷幸吉：明治9年5月生まれ。大正7(1918)年1月6日死去。）

## 登場作品
テレビドラマ
- 『田原坂』（1987年 日本テレビ年末時代劇スペシャル 演：堤大二郎）
- 『翔ぶが如く』（1990年、NHK大河ドラマ　演:金山一彦）
- 『西郷どん』（2018年、NHK大河ドラマ　演:上川周作）